# Mathieu de Longuejoue
Mathieu de Longuejoue, né vers 1485, et mort le 6 septembre 1557 à Paris, est un évêque, garde des sceaux de France sous François Ier, et un conseiller d'État français, jusque sous le règne de Henri II.

## Biographie
Le 5 août 1482 son père décède et, mineur, il est mis sous la tutelle de sa mère et de ses oncles, Thibaut Baillet et Dreux de Longuejoue. 
Il fait des études de droit, et reçu avocat en 1499, devient conseiller au Châtelet le 27 avril 1502. En 1516, il est conseiller au parlement de Paris, et reçu le 19 décembre 1519, exerce cette charge jusqu'au 26 février 1523, date à laquelle il est nommé maître des requêtes.
Le 10 août 1529 il est envoyé en Italie, sous la conduite de l'Amiral de Brion, vers l'empereur, à la suite de la ratification du traité de paix de Cambrai, et va en Espagne libérer les enfants de France, François et Henri (futur Henri II), gardés prisonniers en gages de paix.
Après la mort de sa femme, Madeleine de Chambellan, il démissionne de son poste de maître des requêtes, en faveur de son fils Thibaut, et embrasse l'état ecclésiastique à l'âge de 45 ans. 
Un accord est passé, malgré l'opposition des chapitres et de la Sorbonne, entre le pape Léon X et François Ier, afin que le roi puisse nommer aux évêchés et donner aux abbés les abbayes en commende, aussi en 1533, il nomme le premier évêque de Soissons, Mathieu de Longuejoue. Celui-ci reçoit ses bulles de Rome, prête fidélité au début de l'année 1534, et prend possession de l'évêché en février 1534 : il part le 7 de l'Abbaye Saint-Jean-des-Vignes monté sur une mule, en compagnie de l'évêque de Troyes Odard Hennequin, de plusieurs abbés, gentils-hommes de la Province et autres, et arrive à la porte Saint-Christophe de l'enceinte de Soissons, où le chapitre et le clergé l'accueillent dans un paysage enneigé et pluvieux. Par la suite, il s'installe dans sa chaire, est porté vers la cathédrale, et sous le portail, fait le serment ordinaire face au doyen, alors l'église est ouverte et il amené sur son trône.
Le futur connétable Anne de Montmorency l'introduit à la cour, et en 1535, Mathieu entre au conseil privé du roi, où il deviendra le plus ancien conseiller d'État. Après la mort du chancelier du Bourg, en 1538, il est chargé de la garde des sceaux jusqu'au 12 novembre 1538, où Guillaume Poyet devient chancelier. Il est de nouveau garde des sceaux de septembre 1544, après la destitution de François Errault, seigneur de Chenans, jusqu'en 1545.
Ambassadeur, il est désigné pour traiter de la paix avec le roi Henri VIII d'Angleterre, pour le détacher de Charles Quint et le rallier à la France, et restituer la ville de Boulogne-sur-Mer. Les négociations débouchent avec succès sur le traité de Crépy-en-Laonnois.
Toujours conseiller d'État clerc, sous Henri II, en 1549, il devient le 1er abbé commendataire de Royaumont, nommé par le roi. Le 10 juin 1549, il assiste au sacre de Catherine de Médicis à Saint-Denis, et participe aux États assemblés à Paris, le 6 janvier 1558, après la bataille de Saint-Laurent et la prise de Saint-Quentin.

### Décès
Âgé et comblé d'honneurs, il décède le 6 septembre 1557.
Il repose dans le caveau familial de l'église Saint-Gervais à Paris, auprès de son fils Thibaut, mort avant lui.

### Famille
Mathieu de Longuejoue est le fils de Jean de Longuejoue (5 août 1482†), seigneur d'Ivergny, conseiller au parlement de Paris, et de Geneviève Baillet. Il est l'aîné, suivi de son frère Guillaume et de ses quatre sœurs, Jacqueline, Jeanne, Claude et Catherine.
Il est marié à Madeleine de Chambellan  et ont deux enfants : 
- Thibaut de Longuejoue (10 décembre 1550†[2]), conseiller au Châtelet, maître des requêtes, marié à Madeleine Briçonnet, fille de Louise Raguier et Jean Briçonnet (†1559) (nièce de Guillaume et Robert Briçonnet)
- Jeanne de Longuejoue (6 juin 1576†), mariée le 15 juin 1529 à Jean Dauvet, seigneur de Berneuil et des Marêts, et fils de Guillaume Dauvet

Sa femme, Madeleine de Chambellan (12 octobre 1516†), est inhumée dans le couvent des Blancs-Manteaux (appelé aussi Prieuré de Saint-Guillaume). Son frère Guillaume de Longuejoue (29 juillet 1503†), chanoine des églises de Chartres et d'Auxerre, repose dans le même couvent.
Armes de la famille Longuejoue : « de gueules à trois grappes de raisin d'or, 2 et 1 ».

## Source
- Histoire de la Maison Royale de France, et des grands officiers de la Couronne Par Anselme de Sainte-Marie, Ange de Sainte-Rosalie. Vol. 6, 1730. (p. 464-467)